# Muziekvereniging Oefening Baart Kunst Bennekom
"Oefening Baart Kunst" (OBK) is een muziekvereniging uit de Gelderse plaats Bennekom.

## Geschiedenis
De muziekvereniging werd opgericht op 5 januari 1897. In het begin van 1929 werd de vereniging echter weer opgeheven. Eind 1929 werd OBK opnieuw opgericht. De nieuwe officiële oprichtingsdatum werd vastgesteld op 5 januari 1930.
OBK was tot eind jaren zeventig een dorpsvereniging met een bescheiden omvang. Begin jaren tachtig werd een nieuwe weg ingeslagen. De opleiding werd verbeterd door het aanstellen van professionele docenten, er kwam een jeugdorkest en er kwamen uitbreidingen in het eigen muziekgebouw.

## Onderdelen
Binnen OBK bevinden zich de onderstaande onderdelen:

### Harmonieorkest
In 2008 bestaat het harmonieorkest uit ongeveer 55 muzikanten en is opgebouwd volgens de traditionele klassieke harmoniebezetting met verschillende hout- en koperblaasinstrumenten en slagwerk. Sinds 1991 speelt het harmonieorkest in de eerste divisie (voorheen vaandelafdeling) van de Koninklijke Nederlandse Muziek Organisatie (KNMO).

### Drumband
De drumband cq. slagwerkensemble telt circa 16 slagwerkers (2016). Het heeft concertwerken en straatmarsen in het repertoire. Het ensemble beschikt niet over melodische slaginstrumenten. De drumband komt uit in de eerste divisie van de "Marching & Music contest" van de KNMO.

### Twirlers
Een ander onderdeel bij OBK is de groep twirlers. Er zijn twee groepen: Small team dance Preteen en Small team dance Senior. De meisjes zijn actief bij diverse optredens en wedstrijden. Naast het inoefenen van shows wordt er ook aandacht besteed aan de individuele vaardigheden, solo's en duo's.

### Jeugdopleiding
De opleiding die de vereniging verzorgt voor de jeugd, heeft als doel een volwaardig meespelend lid te worden van OBK. Er wordt gewerkt aan de hand van het raamleerplan van het NIB (Nederlands Instituut voor Blaasmuziek). Gediplomeerde vakdocenten geven les op de verschillende instrumenten. Er zijn drie niveaus alvorens iemand kan meespelen bij OBK: AMV, C-orkest en B-orkest. In 2010 is de jeugddrumband van start gegaan, als opstap naar de drumband.

## Muziekcentrum
OBK beschikt over een eigen muziekcentrum. Dit werd geopend op 3 maart 2007. Het muziekcentrum bevat onder andere vier leslokalen, een muziekcafé en een repetitieruimte van 300 m2. In 2014 is de zaal gemoderniseerd met verlichting en een tribune. Hiermee is het ook voor kleinschalige concerten bruikbaar.